# Châu Phươc Vình
Châu Phươc Vình (* 8. Mai 1927) ist ein ehemaliger südvietnamesischer Radrennfahrer.

## Sportliche Laufbahn
Châu Phươc Vình war im Straßenradsport aktiv. Er war Teilnehmer der Olympischen Sommerspiele 1952 in Helsinki. Im Straßenrennen war er ausgeschieden. Südvietnam kam mit Châu Phươc Vình, Nguyễn Đức Hiền, Lê Văn Phươc und Lưu Quần nicht in die Mannschaftswertung, da drei Fahrer des Teams ausgeschieden waren.
Über sein weiteres Leben und sportliche Erfolge ist nichts bekannt.